# Leucine
La leucine (abréviations IUPAC-IUBMB : Leu et L), du grec ancien λευκός (blanc, éclatant),, est un acide α-aminé dont l'énantiomère L est l'un des 22 acides aminés protéinogènes, et l'un des 9 acides aminés essentiels pour l'humain. Elle fait partie des acides aminés branchés (BCAA branched-chain amino acid) avec la valine et l’isoleucine.
Elle est encodée sur les ARN messagers par les codons UUA, UUG, CUU, CUC, CUA et CUG.
Une fois dans la cellule, la leucine peut :
1. Réguler les processus cellulaires, notamment stimuler la synthèse protéique musculaire, en activant le complexe 1 de mTOR (mTORC1), une protéine kinase ;
2. Être incorporée dans une protéine (protéinogenèse) ;
3. Être dégradée par transfert de son groupe amine au α-cétoglutarate, suivant une réaction de transamination.

Les produits finaux du métabolisme de la leucine dans cette troisième voie sont l’acétyl-CoA et l’acétoacétate. Elle fait donc partie des acides aminés exclusivement cétoformateurs, avec la lysine.
La L-leucine a une saveur sucrée (son seuil de détection est de 11–13 mmol·l-1) et est utilisée dans l'alimentation en Europe comme exhausteur de goût C'est un additif alimentaire répertorié sous le numéro E641.

## Sources alimentaires
L’institut Food and Nutrition Board a calculé un apport journalier recommandé de 42 milligrammes par kilogramme corporel et par jour pour un adulte de plus de 19 ans, soit 2,94 grammes par jour pour un adulte de 70 kg.
Les protéines d’origine animale sont généralement plus riches en leucine que les protéines végétales. Elles ont un contenu en leucine de 8,5 à 9 %, et plus de 10 % pour les produits laitiers. La plupart des protéines végétales en contiennent 6 à 8 %.
| Leucine en % du total des protéines (d’après van Vliet et al.) |            |           |      |      |        |
| Plantes                                                        | maïs       | spiruline | riz  | soja | avoine |
|                                                                | 12,2       | 8,5       | 8,2  | 8    | 7,7    |
| Animal                                                         | petit-lait | lait      | bœuf | œuf  | morue  |
|                                                                | 13,6       | 10,9      | 8,8  | 8,5  | 8,1    |

La base de données des compositions alimentaires (USDA Food Composition Database) donne le contenu en leucine de 4 975 aliments, dont :
| Aliment pour 100 g            | Leucine contenu en g | Leucine contenu en % des protéines tot. |
| Œuf, blanc, en poudre         | 7,17                 | 8,49 %                                  |
| Soja, isolat de protéines     | 6,78                 | 7,67 %                                  |
| Morue de l’Atlantique, salée  | 5,11                 | 8,13 %                                  |
| Spiruline, en poudre          | 4,95                 | 8,61 %                                  |
| Gruyère                       | 3,1                  | 10,40 %                                 |
| Escalope de veau              | 2,88                 | 7,96 %                                  |
| Lait entier, en poudre        | 2,58                 | 9,80 %                                  |
| Germe de blé                  | 1,57                 | 6,78 %                                  |
| Protéine de lactosérum (whey) | 1,19                 | 9,2 %                                   |
| Yaourt entier, nature         | 0,58                 | 16,71 %                                 |

La base USDA contient 178 produits commerciaux à base de lactosérum (whey). La protéine de lactosérum mentionnée dans le tableau correspond au no 01115, « Whey, sweet, dried », qui donne une teneur en leucine bien inférieure à celle donnée par van Vliet et al.
La colonne nommée « leucine (contenu en g) » est utile pour calculer l'apport en leucine d'un aliment. La colonne (% des protéines tot.) suivante donne une indication sur le meilleur assemblage d'acides aminés au sein d'une protéine conduisant à une moins grande conversion en urée et donc à une plus grande protéosynthèse. En effet, la synthèse des protéines dans les tissus est en partie liée à la concentration relative des acides aminés.

## Propriétés anaboliques
Dans les années 1970-80, plusieurs laboratoires ont montré que les acides aminés pouvaient stimuler la synthèse protéique musculaire et inhiber la protéolyse. La leucine a un rôle important dans ce processus de contrôle de l'équilibre entre protéosynthèse et protéolyse.
Les chercheurs qui ont étudié l’effet de la prise de protéines possédant des taux de leucine plus ou moins élevés sur la protéosynthèse musculaire en ont conclu que c’était le contenu en leucine des protéines qui était le facteur déterminant. Ainsi Tang et al 2009, ont comparé trois groupes de jeunes hommes auxquels ils ont fait faire des exercices de résistance suivis d’une prise d’une boisson possédant le même contenu en acides aminés essentiels (10 g) sous forme d’hydrolat de petit-lait, de caséine ou de protéines de soja. L’ingestion de protéines de petit-lait s’est traduite par une concentration plasmatique en leucine plus élevée et une stimulation de la synthèse protéique musculaire nettement plus grande, à savoir 33 % supérieure par rapport aux protéines de soja et 122 % fois supérieure par rapport à la caséine.
Toutefois la synthèse protéique musculaire à un moment donné n’est qu’un indicateur d’un potentiel de remodelage des muscles. Un gain de masse musculaire ne peut se faire qu'à long terme, de nombreux facteurs pouvant aussi intervenir sur l’importance relative de la protéosynthèse vis-à-vis de la protéolyse. Il a ainsi été montré que la supplémentation à long terme de leucine n’accroît pas la masse musculaire des personnes âgées.
Mais en 2013, Volek et al. ont pu montrer que la qualité des protéines (caractérisée par un bon assemblage d’acides aminés) associée à des entraînements physiques en résistance jouaient un rôle déterminant. Ils ont comparé trois groupes de personnes prenant respectivement des suppléments iso-caloriques de protéines de petit-lait, de soja ou de glucides après des exercices de résistance et ceci durant 9 mois. Le gain de masse maigre fut plus important pour le petit-lait (3,3 ± 1,5 kg) que pour les glucides (2,3 ± 1,7 kg) et le soja (1,8 ± 1,6 kg). La masse grasse décrut légèrement pour les trois groupes sans différences notoires. Ainsi les trois groupes eurent des résultats contrastés malgré un apport calorique et protéique semblable : les protéines de petit-lait plus riches en leucine et s’absorbant plus rapidement, accroissent plus fortement la protéosynthèse musculaire. L’activité de musculation vient renforcer l’activité de protéosynthèse et en améliorant la sensibilité à l'insuline, elle ralentit la protéolyse. Une étude portant sur des personnes âgées (74± 1 ans) a pu établir que les protéines de lactosérum stimulaient plus efficacement l'accrétion protéique que celles de la caséine.
Les muscles ne sont pas les seuls tissus à répondre à une administration orale de leucine. La synthèse protéique s’accroît aussi dans les tissus adipeux blancs, le foie, le cœur, les reins et le pancréas.

## Mécanismes de régulation moléculaires
La digestion des aliments protéinés libère dans l’intestin des acides aminés libres. Après avoir traversé les entérocytes de l’épithélium intestinal, ils se dirigent vers le foie par la veine porte. Mais contrairement aux acides aminés non branchés, la leucine n’y est pas métabolisée et passe ainsi dans la circulation générale. Cette caractéristique est unique chez les acides aminés. Aussi, après un repas, la concentration plasmique en leucine augmente. La leucine est alors transportée à travers les membranes cellulaires par une famille de transporteurs d’acides aminés de type L(nommés LAT1, LAT2, LAT3, LAT4). Il existe aussi une synthèse de novo (endogène) d'acides aminés mais ce n’est pas le cas de la leucine puisque c’est un acide aminé essentiel.
Malgré le caractère obligatoire de l’apport exogène d’acides aminés sous forme d’aliments protéinés, il faut se souvenir que la source principale d’acides aminés pour l’organisme est la protéolyse (ou catabolisme protéique) qui représente 75 % de l’apport total. La dégradation intracellulaire des protéines (anormales ou détériorées) peut se faire dans les lysosomes ou les protéasomes. Ce sont eux qui produisent les trois quarts des acides aminés. Il ne faut pas confondre cette dégradation des protéines (protéolyse) avec la dégradation des acides aminés (ou transamination) que nous allons voir ci-dessous.

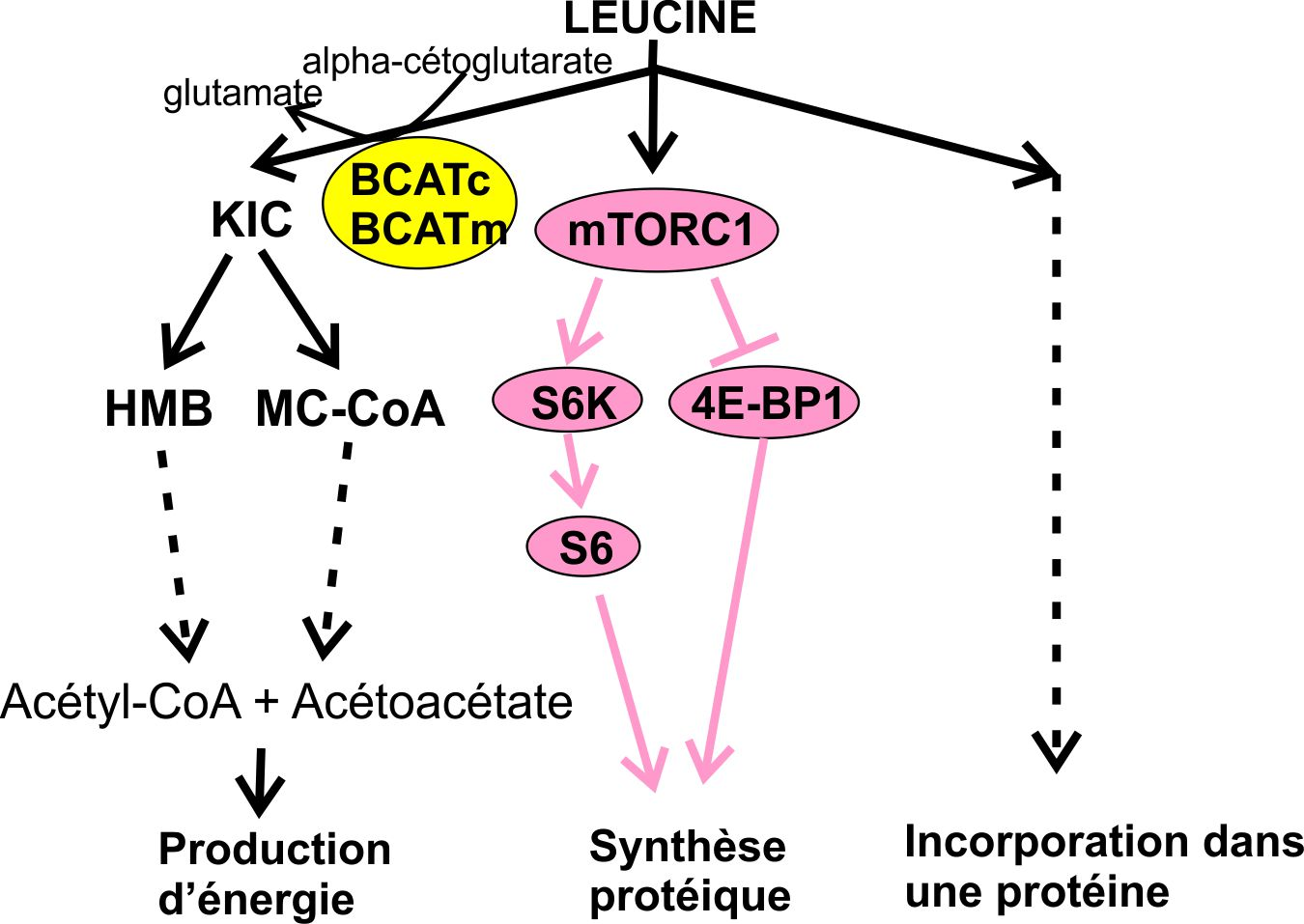
Fig. 1 Les 3 voies métaboliques de la leucine

Une fois dans le cytosol de la cellule, la leucine peut :
1. Être catabolisée : le transfert du groupe α-aminé de la leucine à l’α-cétoglutarate pour former du glutamate et de l’α-cétoisocarproate (KIC) est catalysée par BCATm et BCATc. Environ 20 % de la leucine est convertie en KIC[7]. Cette étape est appelée la transamination ;
2. Réguler les processus cellulaires, notamment stimuler la synthèse protéique, en activant la voie de signalisation mTORC1 ;
3. Être incorporée dans une protéine lors de la traduction de l'ARN messager par les ribosomes.

Le démarrage de la dégradation de la leucine se fait principalement dans les mitochondries des muscles squelettiques et d’autres tissus. L’enzyme BCATm s’exprime dans la plupart des tissus sauf les hépatocytes du foie. La BCATc par contre, s’exprime essentiellement dans le système nerveux. Les métabolites de cette voie donnent de l'acétyl-CoA et de l’acétoacétate, utilisés pour la production d’énergie (sous forme d’ATP). La transamination de la leucine par BCATm permet de réguler l’apport de leucine demandé par ses autres fonctions (synthèse protéique et voie mTORC1). Elle permet aussi de prévenir les excès de concentration en leucine qui peuvent être très dommageables; ils peuvent en effet se manifester par une progression tumorale comme l'a montré une étude de 2014 sur des souris, supplémentées en leucine et souffrant d’un cancer du pancréas. Chez les patients cancéreux souffrant de cachexie, la supplémentation de leucine renforce la progression de la tumeur.

### Régulation de mTORC1 par la leucine et les acides aminés
Le mécanisme moléculaire de la stimulation de la synthèse protéique se joue au niveau d’un complexe enzymatique nommé mTOR, à activité sérine-thréonine kinase, découvert en 1994. Lorsque la kinase mTOR est associée à d’autres protéines (dont la protéine RAPTOR), elle forme le complexe protéique (en) mTORC1 (en), qui fonctionne comme l’intégrateur des signaux de disponibilité des nutriments, de l'énergie ou du potentiel redox et de contrôle de la protéosynthèse. Pour être actif ce complexe doit se localiser à la surface du lysosome où se trouve son coactivateur Rheb. Une fois activé, le complexe mTORC1 inhibe l’autophagie et augmente la synthèse protéique et la croissance cellulaire.
Le complexe mTORC1 phosphoryle de nombreux substrats, en particulier ceux qui sont impliqués dans la traduction des ARN messager en protéines. La dérégulation de la voie mTOR caractérise des maladies telles que l’obésité, le diabète de type 2, le cancer et les maladies neurodégénératives.

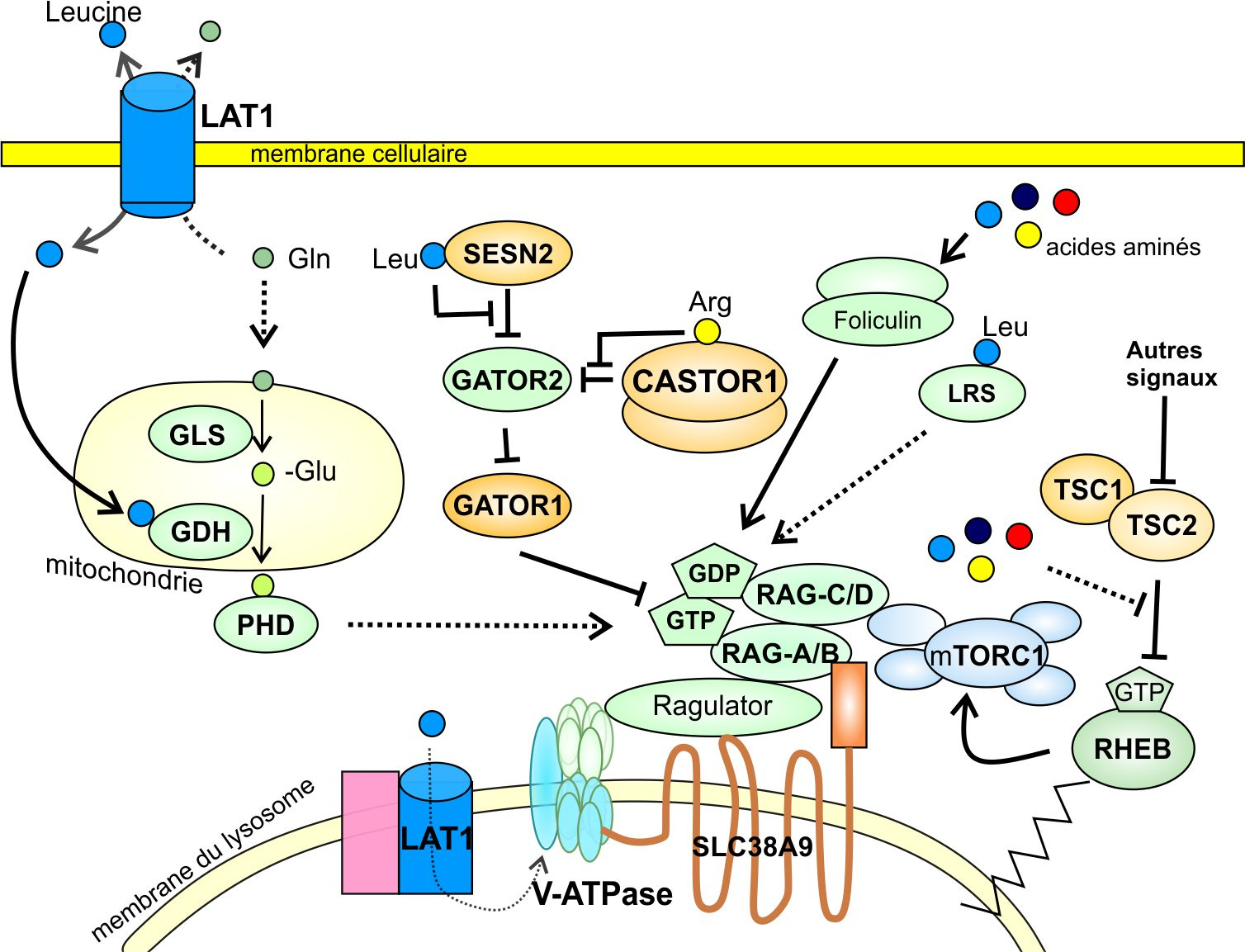
Fig. 2 Régulation de l’activité mTORC1 par les acides aminés (d’après Yann Cormerais). Sur ce schéma, les inhibiteurs sont en jaune ocre, les activateurs en vert. SESTRIN2 un senseur de leucine et CASTOR1 un senseur d’arginine (Arg) sont des inhibiteurs de GATOR2. Ces deux senseurs sont inhibés quand ils sont activés par leurs acides aminés respectifs, ce qui permet l’activation de GATOR2 et l’inhibition de GATOR1 et favorise ainsi la forme GTP de RAG-A/B et donc le recrutement lysosomal de mTORC1. Gln = glutamine, Glu=acide glutamique

La régulation du complexe mTORC1 par les acides aminés est connue depuis la fin des années 1990 par les travaux de Hara et al. démontrant qu’une carence en acides aminés, notamment en leucine, supprime la phosphorylation des deux voies aval, S6K1 et 4E-BP1 (voir fig. 1), même en présence de facteurs de croissance. Le mécanisme de cette régulation a commencé à être compris en 2008 quand les protéines RAG et leurs rôles ont été identifiés. Le complexe des RAG, associé au RAGULATOR, est responsable de l’ancrage du complexe mTORC1 à la membrane du lysosome.
La connaissance du mécanisme d’activation de mTOR par la leucine a maintenant beaucoup progressé. Trop complexe pour être exposé ici, nous renvoyons les lecteurs à Yann Cormerais ou Jacques Robert.
La leucine intervient au niveau d’un super-complexe composé de GATOR1 et GATOR2. En 2015 et 2016, deux études, ont montré que la protéine Sestrin2 se fixe sur GATOR2 et l’inhibe de façon dépendante de la leucine. En présence de leucine, GATOR2 se fixe sur GATOR1 et l’inhibe ce qui pour effet d’entrainer le recrutement  de mTORC1 et son activation par Rheb.
Ces résultats expliquent, presque 20 ans plus tard, les premières observations de Hara et al. sur la régulation de mTORC1 par la leucine.
En plus de l’explication par l’axe Castor1/Sestrin2-GATOR2/1-Rags, une étude de 2011 a suggéré que la détection des acides aminés se faisait à l’intérieur du lysosome où les acides aminés doivent s’y accumuler pour pouvoir activer mTORC1. Le transporteur transmembranaire SLC38A9 de l’arginine interagit avec le super complexe Rags-RAGULATOR et son invalidation supprime l’activation de mTORC1 par l’arginine.
mTORC1 peut aussi être activé indépendamment par l’insuline et IGF-1, via le complexe TSC.

### Régulation de la synthèse protéique par mTORC1
mTORC1 joue un rôle majeur dans la coordination entre d’une part la synthèse des ribosomes et la traduction des ARNm et d’autre part le statut énergétique et la disponibilité en nutriments.

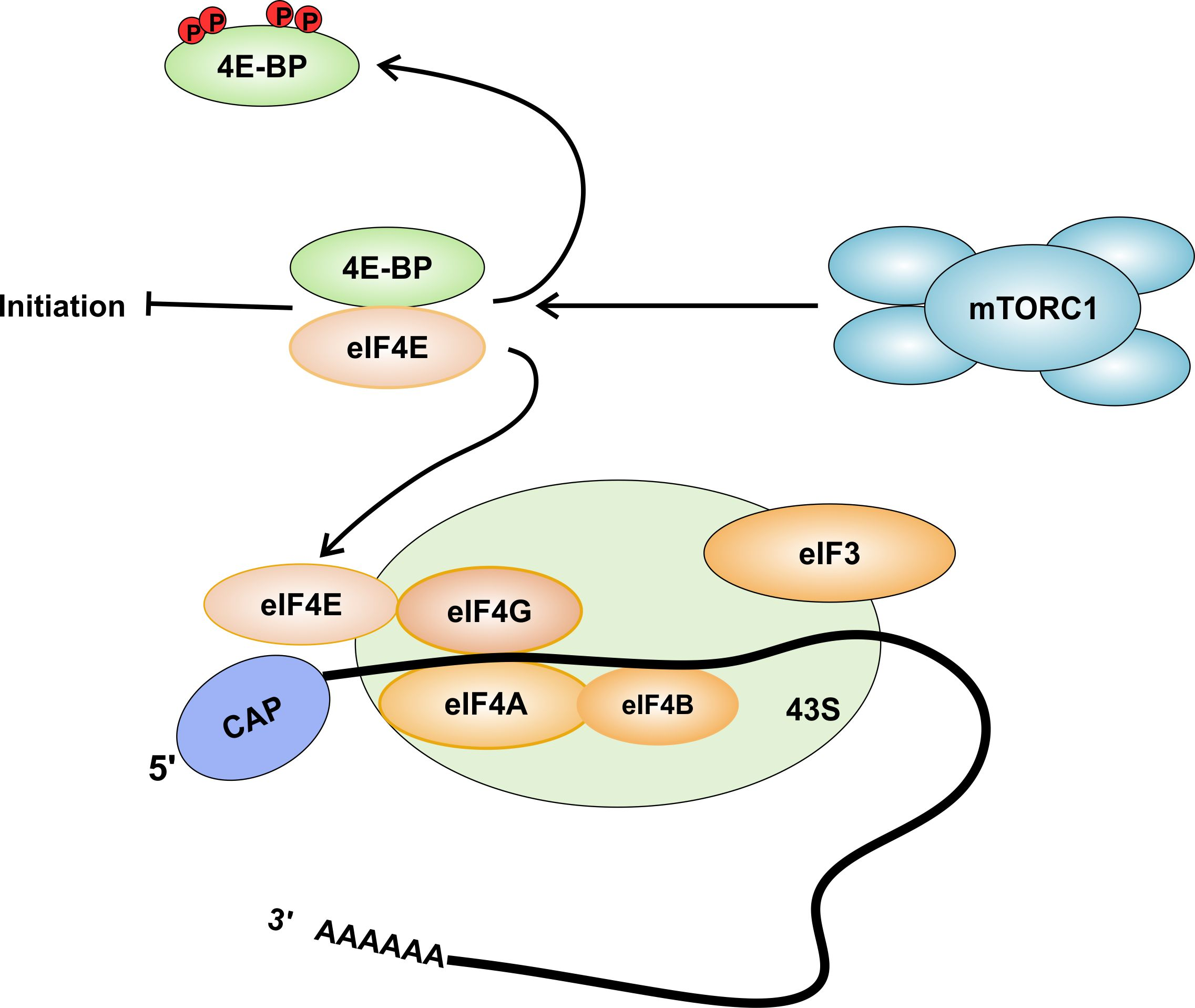
Fig. 3 Contrôle de la synthèse protéique par mTORC1

Une voie de contrôle de la synthèse protéique passe par la phosphorylation de la protéine eIF4E (en), effectuée par mTORC1 (fig. 1). La protéine 4E-BP1 est liée étroitement au facteur d'initiation eIF4E qui est responsable du recrutement du complexe d’initiation au niveau de la coiffe des ARNm (fig. 3). Une fois le complexe mTORC1 activé, il phosphoryle 4E-BP1 qui se désolidarise alors de eIF4E, permettant le recrutement d’une autre protéine, eIF4G et par incidence de eIF4A à l’extrémité 5’ d’un ARNm. Le complexe ainsi formé, constitue avec le ribosome le complexe 48S qui permet le démarrage (initiation en anglais) de la traduction des ARN messagers Cap-dépendants,.
L’autre voie de contrôle de la synthèse protéique passe par la phosphorylation des protéines S6K1 et S6K2 (toujours par mTORC1). Lorsqu’elle n’est pas phosphorylée, la S6K se fixe et inhibe le complexe avec eIF3, bloquant ainsi l’initiation de la traduction. Mais une fois activée par mTORC1, la S6K se sépare de eIF3 lui permettant de se fixer au complexe d’initiation.